# Novell Inc

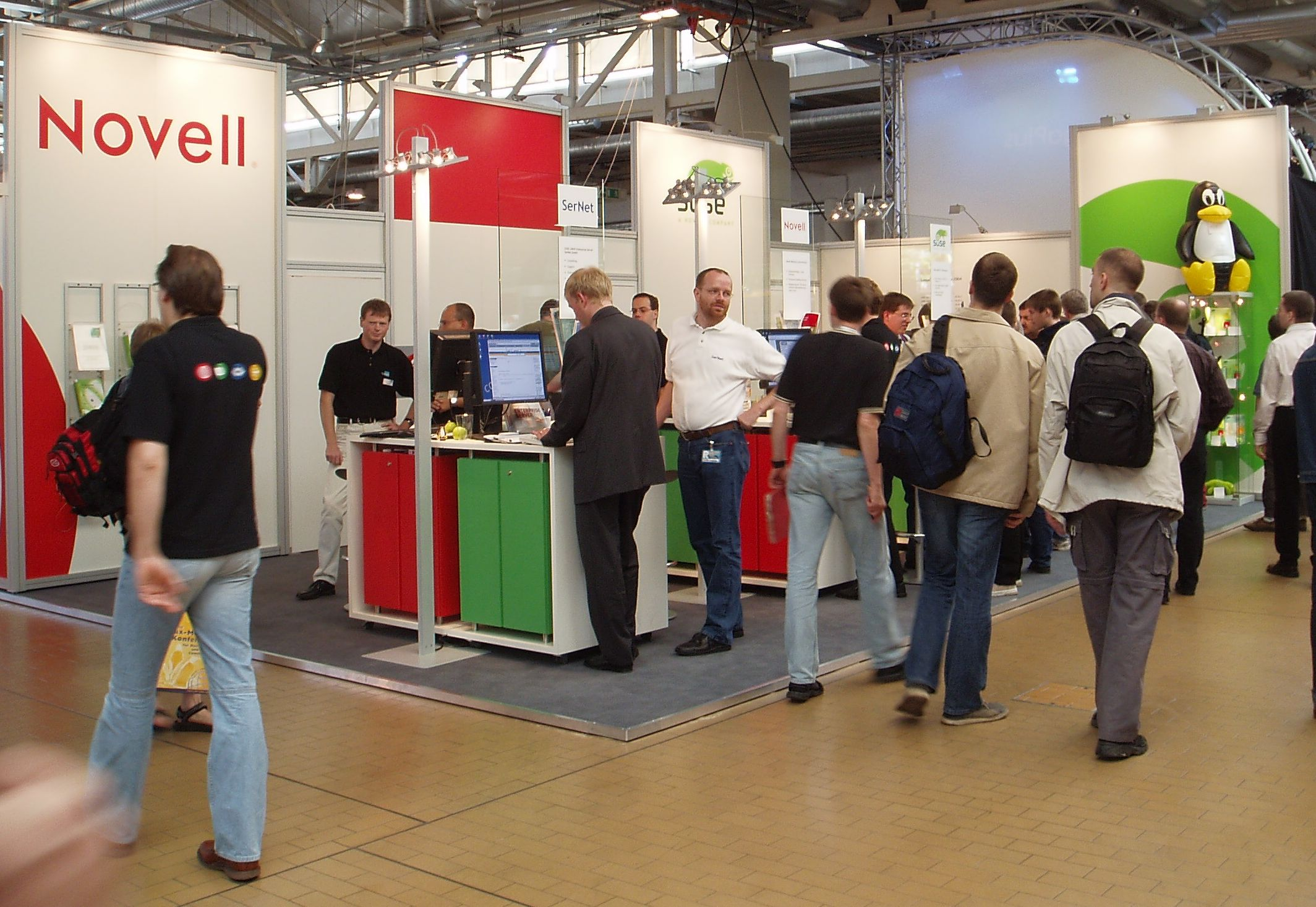
Novell och SuSE på LinuxTag 2004.

Novell, Inc. var ett amerikanskt mjukvaruföretag, mest känt för att ha levererat operativsystemet Netware. Företaget levererar också tjänster för datacenter Linux, workgroup, säkerhets-, identitets- och resurshantering samt tjänster som adderar funktionalitet till GNU/Linux. De största intäkterna för Novell kommer [Uppgiften infördes för länge sedan?] från Netware och grupprogramvaran GroupWise. Novell köptes 2011 av The Attachmate Group.
Novell brukar ibland kallas för Big Red vilket anspelar på den stora röda "N"-loggan och det faktum att IBM brukar kallas Big Blue.

## Historia
Novell grundades 1979 av George Canova, Darin Field och Jack Davis i Provo i Utah. Verksamheten finns fortfarande kvar i Utah där merparten av produktutvecklingen sker.
Novell har bland annat köpt upp öppen källkodsföretagen SuSE och Ximian. Dess flaggskepp på produktsidan är NetWare och SUSE Linux. Inom grupprogramvara är det GroupWise och Evolution som är konkurrenter till Exchange och Outlook. Ron Hovsepian är VD för Novell.
Namnet Novell kommer från franskans Nouvelle vilket översatt till svenska blir ny.

### Företagsköp
I augusti 2003 köpte Novell Linux-distributören Ximian. De har utvecklat Mono som gör att .NET-kod även kan driftsättas på Linux. Novell fick därmed även epostprogrammet Evolution från Ximian.
Ximians XD2 baserat på GNOME finns också inkluderat i SUSE Linux Enterprise Desktop och i openSUSE-projektet.
I november 2003 köpte Novell upp Linuxföretaget SUSE Linux. Tjänsterna i NetWare finns tillgängliga både på operativsystemet SUSE Linux och på Netware som kernel-OS. I och med uppköpet av SuSE och Ximian bekräftas Linux-strategin för Novell.
Efter uppköpet av SUSE Linux sa Novell att distributionen har bättre support än tidigare och en starkare världsomspännande organisation med över 100 kontor i 43 länder. Detta i ett företag som omsätter mer än en miljard dollar.

## Vd
Vd har tidigare varit Eric Schmidt, han blev senare verkställande direktör för Google.
Efter honom var Jack Messman Vd och sedan Ron Hovsepian. 

## Huvudkontoret
Novells huvudkontor ligger i Waltham i Massachusetts. Tidigare fanns deras huvudkontor i Orem i Utah.

## Produkter
Novells produkter är huvudsakligen:
- eDirectory - smart katalogtjänst
- GroupWise - en grupprogramvara
- NetWare - ett operativsystem med flera tjänster
- Open Enterprise Server - efterföljaren till Netware - serverprogram på SUSE Linux eller NetWare
- SUSE Linux - ett Linux-operativsystem
- SUSE Linux Enterprise Server - företagsserver på Linux
- Evolution - e-postprogram
- ZENworks - resurshantering för server, desktop, handhållna datorer och licenshantering
- Identity Manager - Metakatalog, identitetssynkronisering och identitetshanterare
- SUSE Linux Enterprise Desktop
- PlateSpin - manageringsverktyg för virtuella och fysiska miljöer
- Novell Business Service Management

## Övrigt
En rättstvist pågår med SCO Group om bland annat rättigheterna till Unix.